# Чарнова
Чарнова или Черново (блр. Чарнова; рус. Черново) језеро је у Гарадочком рејону Витепске области, на крајњем северу Републике Белорусије. Језеро се налази на око 12 километара североизападно од Гарадока.

## Карактеристике
Језеро се протеже у правцу запад-исток дужином од 5,72 км, док је максимална ширина до 720 метара. Површина језера је 3,18 км². Обала је доста разуђена, а укупна дужина обалне линије је 17,8 км. Максимална дубина је 19,3 метра. 
Југозападне обале су доста замочварене, а литорална зона је у просеку ширине између 10 и 20 метара. Дубине до 2 метра заузимају око 15% површине језера. Највећи део дна је прекривен глином и муљем, изузев у приобалном делу где се уз глину налазе и значајније наслаге песка. 
Језеро је мезотрофног типа и карактерише га слабији проток воде. У њега се улива 5 потока, а истиче река Чарнавка. 
На површини језера налази се 5 острва укупне површине око 0,6 ха.

## Живи свет
Водено растиње расте до ширина од 10 до 150 метара од обале.
Најраширеније рибље врсте су смуђ, деверика, лињак, гргеч, црвенперка, штука, кедер.